# Telchinia lia
Telchinia lia is een vlinder uit de familie van de Nymphalidae. De wetenschappelijke naam van de soort is voor het eerst gepubliceerd in 1879 door Paul Mabille.
De soort komt voor in Madagaskar en de Comoren.